# Księstwo gniewkowskie
Księstwo gniewkowskie – księstwo istniejące na Kujawach w latach 1314–1364. Księstwo składało się z ziem (kasztelanii) gniewkowskiej i słońskiej. Głównymi grodami były: Gniewkowo, Szarlej, Złotoria i Słońsk.

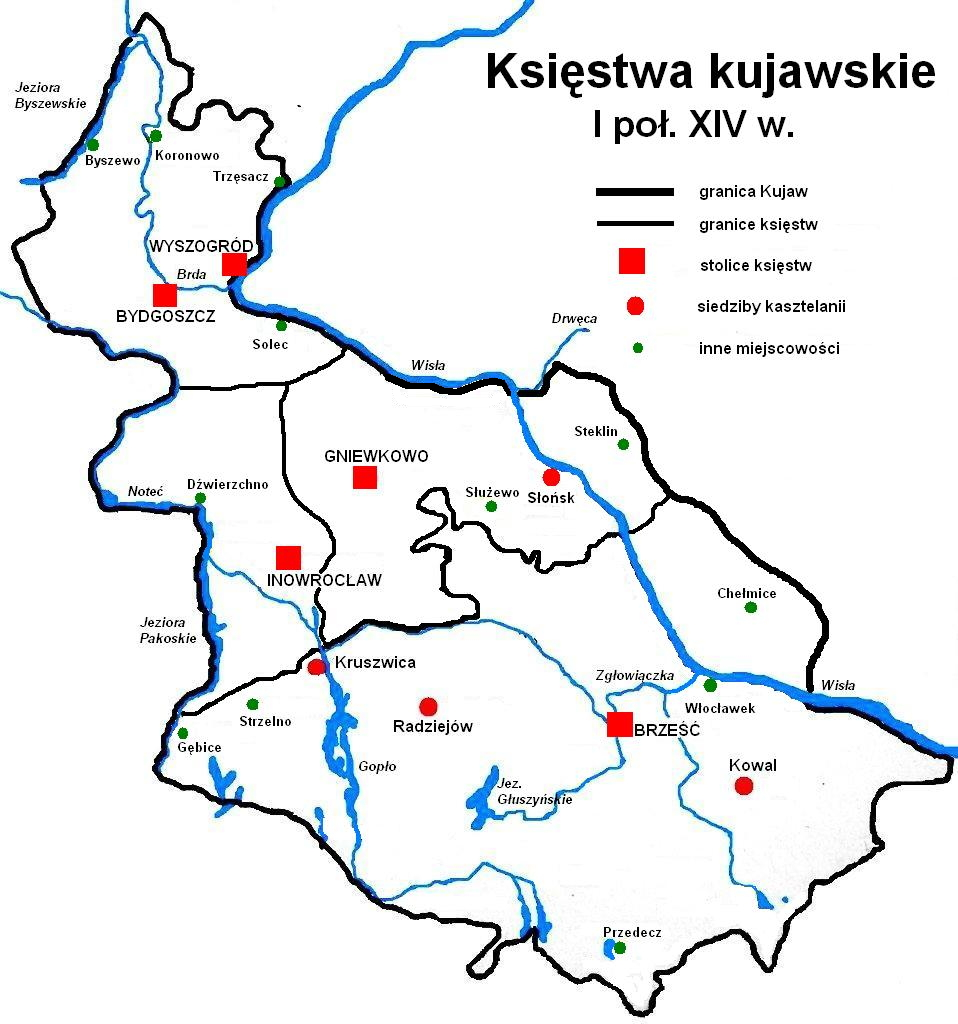
Podział Kujaw na księstwa dzielnicowe na początku XIV wieku

W 1314 roku Kazimierz III gniewkowski po podziale dóbr ojca, otrzymał samodzielne księstwo ze stolicą w Gniewkowie. Następnie rządził nim syn Kazimierza, Władysław Biały, który w 1364 roku oddał je w zastaw za 1000 florenów królowi Polski, Kazimierzowi III Wielkiemu. W 1377 roku Księstwo gniewkowskie kupił od Władysława Białego za 10 000 florenów król Polski Ludwik Węgierski. Od tego czasu ziemie dawnego księstwa kujawskiego stanowiły część Królestwa Polskiego i województwa brzeskokujawskiego.

## Książęta gniewkowscy
- Kazimierz III gniewkowski (1314-1347/1350)
- Władysław Biały (1347/1350-1364)